# 同田貫
同田貫（どうだぬき）は九州肥後国菊池の同田貫（地名）を本拠地に、永禄頃から活躍した肥後刀工の一群。延寿派の末流とされる。銘を九州肥後同田貫、肥後州同田貫、肥後国菊池住同田貫などと切り、また個銘（刀工の名）もある。中では加藤清正から一字を授かったという切銘の正国（九州肥後同田貫藤原正国、または上野介）が知られ、もともと同田貫は清正の抱えであった、とも伝えられる。装飾を全くと言っていいほど加えない、あまりにも質素な造りをしているが故に作柄の出来、見処（鑑賞価値）に乏しい作刀が多いと看做され、著名（後述）で高価だが美術品としての評価は低い刀工群であり、いわゆる剛刀と呼ばれる類の刀である。

## 歴史
15世紀末まで肥後北部を支配していた菊池氏の抱え刀工として「延寿」派（菊池氏が山城国より招いた「来派」の刀工国村を祖とする刀工一派）が活躍し、その延寿の分派として菊池市稗方に起こったのが同田貫の始まりと言われる。その後、正国・清国の兄弟をはじめ兵部・又八といった刀工たちが玉名に移住して鍛刀した。
玉名市亀甲で鍛刀した同田貫の初代を正国(のち上野介)といい、その兄・清国は同市伊倉で鍛刀した。同田貫の作刀は豪刀武用刀として知られ、加藤清正の入国後は抱え工となり、また熊本城の常備刀とされ全盛期を迎えるが、加藤家改易後衰亡し、鍛刀技術は途絶えた。本妙寺 (熊本市)に遺る同田貫正国の刀は熊本県指定重要文化財)となっている。
その後、上野介正国から数えて9代目の正勝が薩州正幸より鍛刀術を習得し、第10代宗広、第11代宗春の時代に「新々刀同田貫」として再び繁栄した。宗広は通称を寿太郎・延寿太郎といい、肥後の新々刀期(1772年以後)を代表する刀工の一人となり、繁根木八幡宮（玉名市繁根木188）に奉納されている刀(熊本県指定重要文化財)を遺した。
明治42年（1909）の清正公300年祭には、熊本の加藤神社に同田貫作の太刀一振りと薙刀一本が献納された。

## 典型的作風
慶元新刀期
身巾尋常ながらも重ね厚く、刃肉豊かにつき、切先伸び、反り浅い。長寸のものが多い。鍛えは板目肌流れ、白ける。直刃、小乱刃を焼く。銘は「肥後州同田抜」等、個名を刻むものは少ない。中茎鑢目は切りが多い。時代小説に出てくる同田貫はこの頃の作である。
江戸前 - 中期においては同名続くが振るわない。しかし、新々刀期に水心子正秀門人となる宗廣が現われ、再び世に知られる。
新々刀期
身幅広く重ね尋常。切先伸び心で反り深い。鍛えは無地鉄に見える小板目で、肥前刀のような小糠肌も見られる。主に備前伝の丁子乱れ刃を焼き、稀に直刃を焼く。中茎は切りに筋違の化粧鑢をかけ「肥後国住延寿太郎宗廣」、さらに年期、注文名を切る。

## 逸話
天覧兜割り

明治19年（1886年）11月10日、東京府麹町区紀尾井町の伏見宮貞愛親王邸に明治天皇の行幸があり、弓術、鉢試し、席画、能楽、狂言が催された。その中の鉢試しを後に「天覧兜割り」と言う。その「天覧兜割り」で榊原鍵吉（直心影流）が日本刀の同田貫で鉢試しをした。本来、兜は日本刀の斬撃に耐える物で斬れるはずないが、榊原は同田貫を用いて明珍作の十二間筋の兜を切り口3寸5分、深さ5分斬り込みを入れた。明治天皇も思わず「おぅー」と驚嘆した。兜割りは、榊原の剣豪としての名声を高め、同時に同田貫の強度を物語る逸話として知られる。

## 架空の出来事
胴田貫
「田んぼに横たえた死体で試し斬りをすれば、胴を貫（ぬ）けて下の田んぼまで切り裂く」という由来から、一文字目が「同」ではなく「胴」となっている刀剣の一群。「胴田貫」と称する刀工は、いかなる刀剣入門書、販売書、解説書、専門書、研究書にも名が載らないもので、時代小説や時代劇が創作したフィクションであると考えられている。
荒野の素浪人
時代劇ドラマ「荒野の素浪人」で三船敏郎が演じた「峠九十郎」が差していた腰ざしが「同田貫」。ドラマの中で坂上二郎演じる「次郎吉」などが何度か言及している。これは坂上二郎の愛称「タヌキ」と掛け詞になっている。
子連れ狼
漫画『子連れ狼』の主人公拝一刀の愛刀が「胴太貫（どうたぬき）」。一刀が刃を外に向け座った（本来は相手に失礼に当たらないよう、敵意ない印として刃を自分側に向ける）折「刃を外に向けるのは無礼ではないか？」の問いに「手前の刀は戦場刀の胴太貫なれば、いついかなる場合でも抜き打ちできる準備をしておく」と説明する。山田流試刀術・山田朝右衛門（通称・首斬り朝右衛門）との真剣勝負でも朝右衛門の「山田流試刀術・鬼包丁」に対し「水鷗流斬馬刀・胴太貫」と自身の愛刀を明かしている。また、続編の漫画『新・子連れ狼』では、一刀の愛刀も東郷重位の愛刀も「同田貫」と称されている。
破れ傘刀舟悪人狩り
時代劇ドラマ『破れ傘刀舟悪人狩り』の長崎で医術を学んだ蘭学医・叶刀舟（時代劇の主人公）の愛刀が「同田貫」。
尚ドラマで使用された同田貫は『子連れ狼』で使用された胴太貫と同じものだが鞘が黒塗りから朱塗りに変更されている
三匹が斬る!
時代劇ドラマ『三匹が斬る!』の主人公の一人、「千石」こと久慈慎之介の愛刀が「同田貫」である。見た目の特徴として鞘が薄汚い灰色で、鐺（こじり）の部分が金色になっている。
必殺仕事人
時代劇ドラマ『必殺仕事人』の登場人物の一人、畷左門の愛刀が「同田貫」である。
SDガンダム外伝 ラクロアンヒーローズ
「どうだぬき」という武器が登場する。「武者の城」に登場する「ムシャゴースト」を倒すと低確率で入手可能で、3回攻撃が可能という優れもの。
風来のシレン
ゲーム中に「どうたぬき」という武器が登場する。
刀剣乱舞
ゲーム中に「同田貫正国」として登場。声優は櫻井トオル。
しんけん!!
「同田貫正国」と縁を結んだ真剣少女、「同田貫まさ」が登場。
前田慶次かぶき旅
加藤清正の御前試合で、イスパニアの剣客・ガルシアと戦った立花宗茂の刀が肥後菊池の同田貫である。宗茂はタイ捨流剣術と同田貫でガルシアを一刀両断した。
セブンスドラゴン2020
プレイヤーキャラクターの職業のひとつである「サムライ」の装備として登場する。

## 同田貫から付けた技の名称
三沢光晴
エルボーを得意とするプロレスラー・三沢光晴が2007年に新たに披露した必殺技（フィニッシュ・ホールド）の名称が「同田貫（同太貫）」。座っている相手の頭部めがけ、自らが立った状態から倒れ込みながらエルボーを繰り出す。